# Acariçoba
A acariçoba (Hydrocotyle umbellata) é uma erva da família Araliaceae, "que se espalha pelas praias e adjacências". Segundo o Diccionario de botanica brasileira, o suco desta planta quando fresco em dose forte emético , e em pequena aperitivo e diurético. O seu cheiro é agradável e o sabor um tanto acre: a raiz um poderoso desobstruente das vísceras abdominais; a água destilada desta planta é empregada contra as sardas. Seu nome vem do tupi akarisoba, significando folha (soba) do akari, provavelmente o nome de um peixe.